# 帕克鎮區 (伊利諾伊州克拉克縣)
帕克鎮區（英語：Parker Township）是位於美國伊利諾伊州克拉克縣的一個行政鎮區。

## 地方資料
根據2010年美國人口普查的數據，帕克鎮區的面積為93.00平方千米，當中陸地面積為92.90平方千米，而水域面積為0.10平方千米。當地共有人口182人，而人口密度為每平方千米1.96人。